# Waverley, Surrey
Waverley este un district ne-metropolitan din Regatul Unit, situat în comitatul Surrey din regiunea South East, Anglia.

## Orașe în cadrul districtului
- Farnham
- Godalming
- Haslemere

1. ↑   https://ons.maps.arcgis.com/home/item.html?id=a79de233ad254a6d9f76298e666abb2b Lipsește sau este vid: |title= (ajutor)